# 寧海 (航空機)

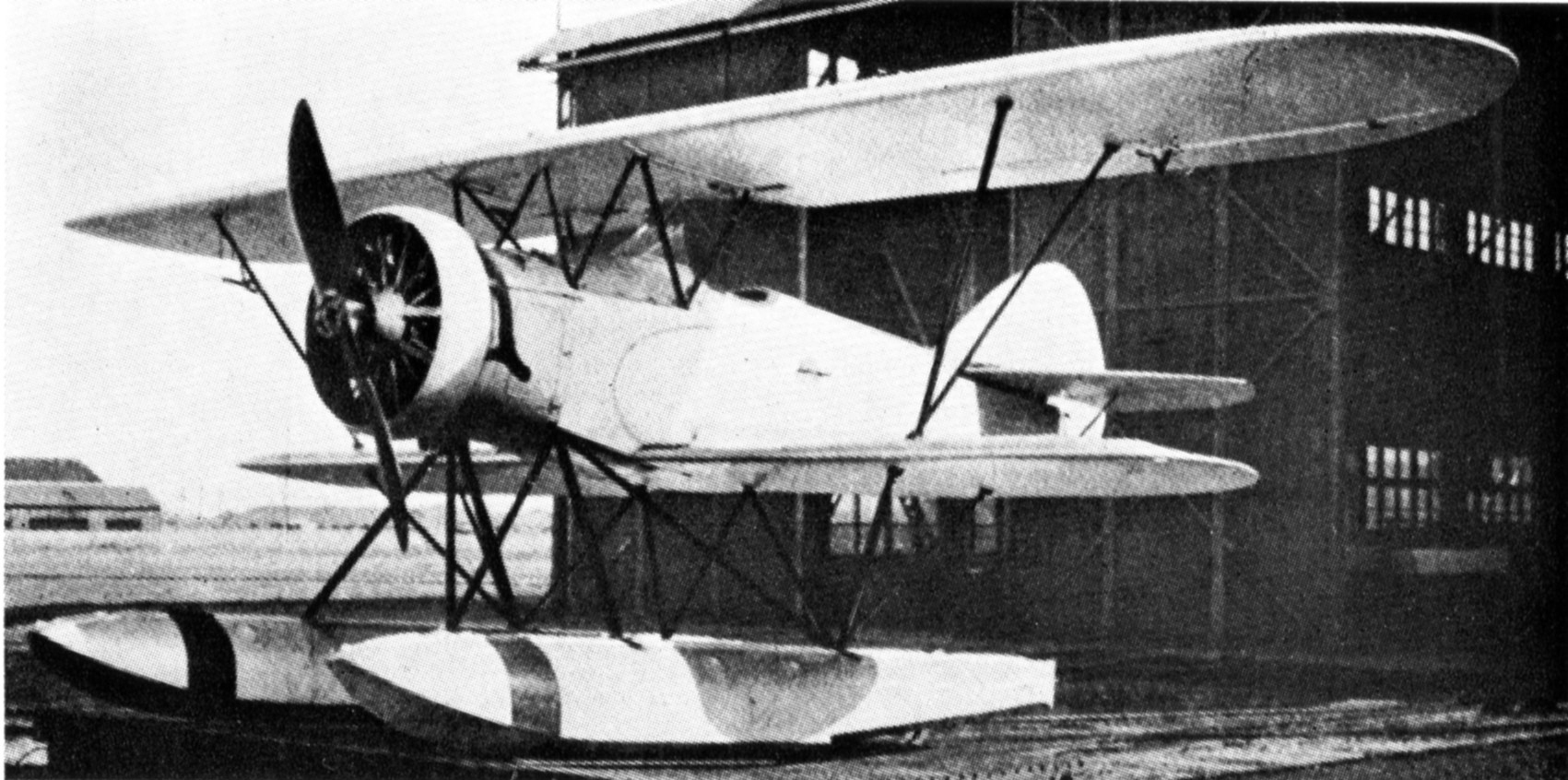
AB-3

寧海（ニンハイ、Ning Hai）は、中華民国海軍の水上偵察機。正式名称は辛式一型水上偵察機寧海號。本項では不採用となった日本製の試作機「AB-3」についても述べる。

## AB-3
1928年（昭和3年）、中国海軍から日本に発注された巡洋艦「寧海」の艦載機として、瓦斯電「神風」エンジンを搭載した単座複葉の水上偵察機の開発が愛知時計電機航空機部（のちの愛知航空機）に対して発注された。中国側からの要求は、最大速度約185 km/h（100 kt）、実用上昇限度4,000 m、3時間分の燃料を搭載、分解格納時は幅3.30 m、高さ3.2 m以内に収まり、簡単かつ迅速な組立・分解および揚収が可能などといったものだった。愛知は社内名称「AB-3」として、並行して開発されていたAB-2水上偵察機を参考にしつつ三木鉄夫技師を設計主務者として開発を進め、1932年（昭和7年）1月に試作機1機が完成した。
AB-3は木金混合骨組みに羽布張り、軽金属製の双フロートを降着装置とする、ハインケル系の設計による機体として製作された。名古屋港での試験飛行では、中国側の要求を上回る良好な性能を発揮した。また、潜水艦への搭載を想定した試験も行われている。しかし、中国海軍には制式採用されず、サンプルとして輸出された試作機は中国にて研究機として用いられた。なお、AB-3は愛知が初めて自主的に開発した飛行機となった。

## 寧海
中華民国海軍航空工廠は、輸入したAB-3と前作である水上偵察機江鶴などの開発経験を参考にして、1932年あるいは1933年（昭和8年）にT・T・マール技師の設計による中国製水上偵察機を製作。艦載される巡洋艦「寧海」の名を取り、これも「寧海」と命名された。
機体は木製骨組みに羽布張り、木製の双フロートを備える保守的な設計の単座複葉機で、エンジンはAB-3と同様に「神風」を装備。エンジンが低出力なため武装は施されていない。当初はカタパルトによる運用を目指していたが、機体強度が不足していたためにカタパルト射出ができず、デリックを用いて水面に機を降ろしてから離水する方式が取られていた。

## 諸元
寧海
出典：『航空機名鑑 第一次大戦・大戦間編』 222頁、『中国的天空 上』 146頁。
- 全長：7.00 m
- 全幅：9.20 m
- 全高：2.96 m
- 自重：645 kg
- 全備重量：817 kg
- エンジン：瓦斯電 神風 空冷星型7気筒（130 hp） × 1
- 最大速度：177 km/h
- 実用上昇限度：3,700 m
- 航続距離：673 km
- 乗員：1名

AB-3
出典：『日本航空機総集 愛知・空技廠篇』 54頁、『日本ヒコーキ大図鑑 上』 246頁。
- 全長：6.60 m
- 全幅：9.00 m
- 全高：2.88 m
- 主翼面積：19.5 m2
- 自重：575 kg
- 全備重量：790 kg
- エンジン：瓦斯電 神風 空冷星型7気筒（最大150 hp） × 1
- 最大速度：194 km/h
- 巡航速度：137 km/h
- 実用上昇限度：4,300 m
- 航続距離：702 km
- 翼面荷重：40.5 kg/m2
- 武装用有効搭載量：20 kg
- 乗員：1名